# 11580 Bautzen
11580 Bautzen (1994 JG4) là một tiểu hành tinh vành đai chính được phát hiện ngày 3 tháng 5 năm 1994 bởi Spacewatch ở Kitt Peak. Tiểu hành tinh được đặt theo tên thành phố Bautzen của Đức.